# Belinda Balluku
Belinda Balluku, née le 9 octobre 1973 à Tirana est une femme politique albanaise qui est vice-Premier ministre de l'Albanie depuis 2022, et ministre de l'Infrastructure et de l'Énergie au sein du gouvernement du Premier ministre Edi Rama depuis 2019,.

## Carrière politique
En 2004, Belinda Balluku rejoint la municipalité de Tirana, d'abord en tant que conseillère en relations publiques, puis en tant que directrice du cabinet du maire. Durant cette période, elle dirige l'élaboration de stratégies de communication auprès du public et des médias.